# Veľký Klíž
Veľký Klíž este o comună slovacă, aflată în districtul Partizánske din regiunea Trenčín. Localitatea se află la altitudinea de 250 m deasupra n.m., se întinde pe o suprafață de 42,4 km2 și în 2017 număra 900 de locuitori.

## Istoric
Localitatea Veľký Klíž este atestată documentar din 1244.

## Demografie
| An:                | 1994 | 2004    | 2014   | 2024   |
| ------------------ | ---- | ------- | ------ | ------ |
| Număr de persoane: | 1018 | 916     | 894    | 845    |
| Diferență:         |      | −10,01% | −2,40% | −5,48% |

| An:                | 2023 | 2024   |
| ------------------ | ---- | ------ |
| Număr de persoane: | 847  | 845    |
| Diferență:         |      | −0,23% |